# Culicoides uncistylus
Culicoides uncistylus är en tvåvingeart som beskrevs av Wirth och Hubert 1989. Culicoides uncistylus ingår i släktet Culicoides och familjen svidknott.
Artens utbredningsområde är Filippinerna. Inga underarter finns listade i Catalogue of Life.